# ينس بيتر مولر
ينس بيتر مولر (بالدنماركية: J.P. Møller)‏ هو نقاش ‏ ورسام دنماركي، ولد في 4 أكتوبر 1783 في Faaborg ‏ في الدنمارك، وتوفي في 29 سبتمبر 1854 في كوبنهاغن في الدنمارك.